# 青木智美
青木智美（日语：／ Aoki Tomomi，1994年10月25日—）出生于神奈川县，是一名日本女子游泳运动员，擅长自由泳，曾就读于法政大学社会学部，大学毕业后成为伙伴日生同和损害保险俱乐部的成员。青木3岁时受到其哥哥的影响开始练习游泳。2016年4月，她在日本游泳锦标赛上获得200米自由泳第4名，成功以接力选手的身份入选里约奥运日本游泳队名单。
青木智美的长相是外界的一大关注点，据其本人描述，周边的人称她长得像女演员绫濑遥。而一部分媒体则称她长得像另一名女演员壇蜜。